# Hermacha evanescens
Hermacha evanescens is een spinnensoort in de taxonomische indeling van de Entypesidae
Hermacha evanescens werd in 1903 beschreven door Purcell.